# Clusia decussata
Clusia decussata är en tvåhjärtbladig växtart som beskrevs av Hipólito Ruiz López, Amp; Pav., Jules Émile Planchon och Triana. Clusia decussata ingår i släktet Clusia och familjen Clusiaceae. Inga underarter finns listade i Catalogue of Life.